# 20 Times Square
20 Times Square, auch The Edition Times Square, ist ein Wolkenkratzer in Manhattan in New York City. Er beherbergt das 5-Sterne-Hotel „The Times Square EDITION“ und einen Einzelhandelskomplex.

## Beschreibung

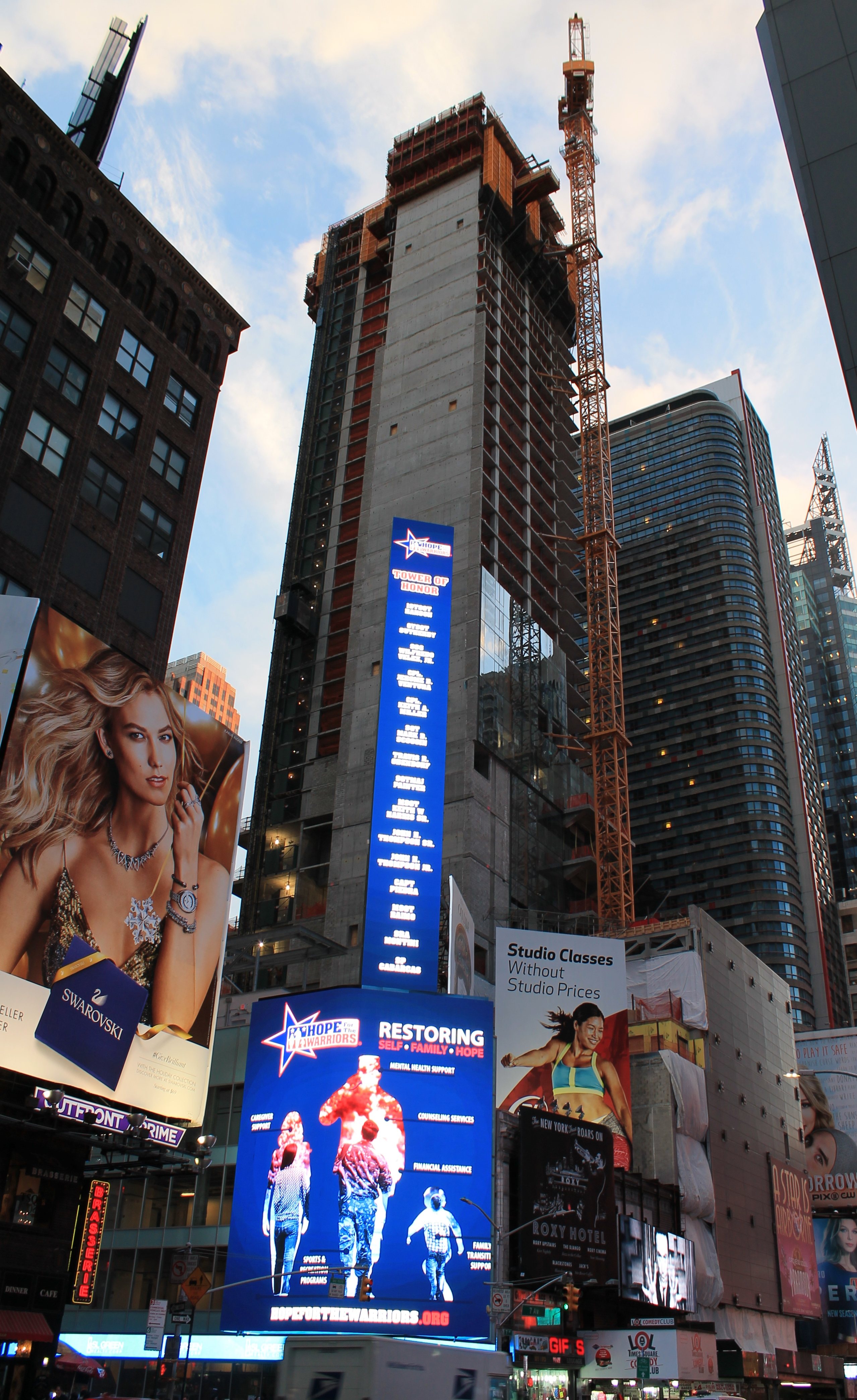
Bauphase im Februar 2017

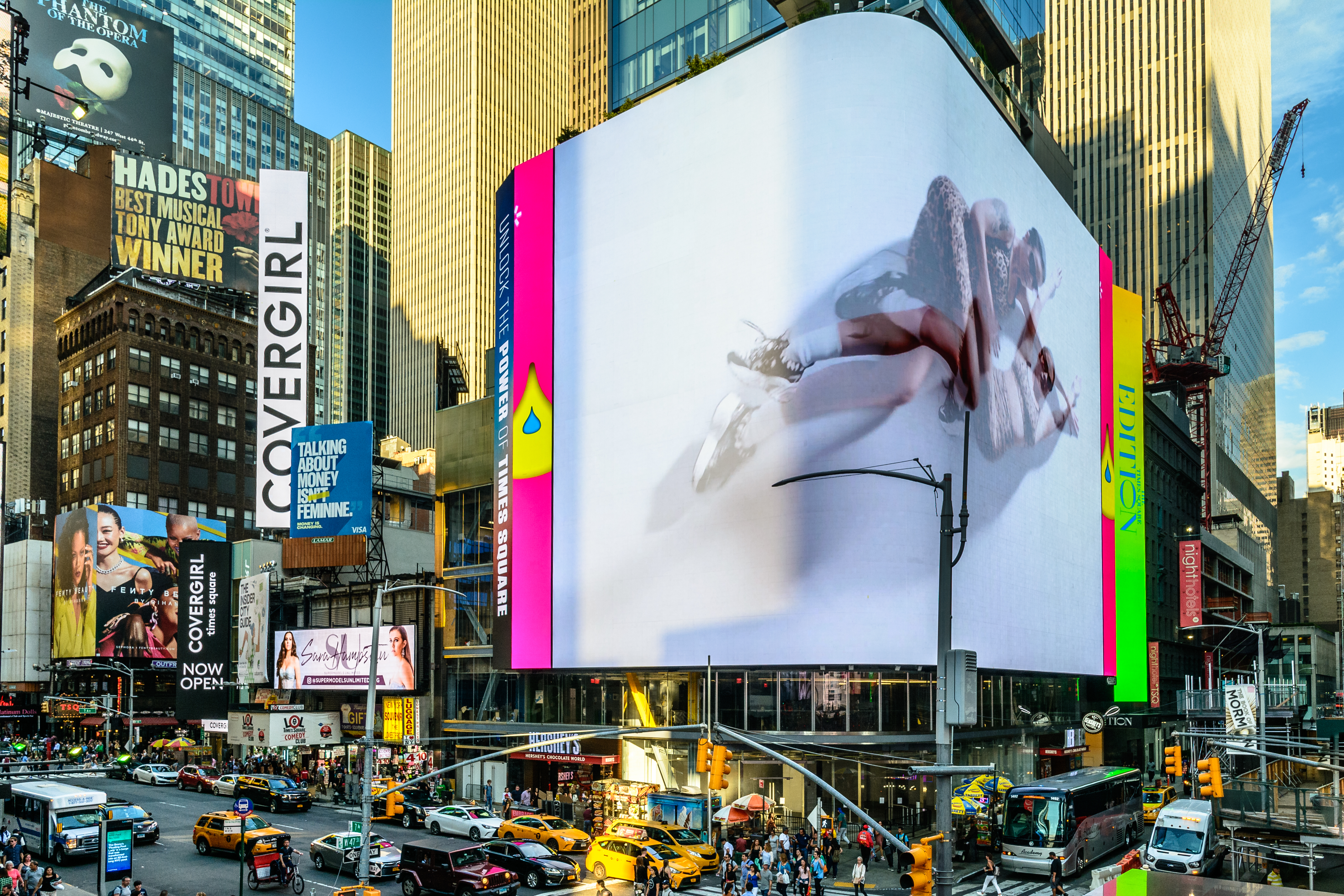
Sockel mit LED-Wand

Der Hotelturm befindet sich an der Seventh Avenue, Nordostecke West 47th Street am nördlichen Ende vom Times Square in Midtown Manhattan. Er ersetzte das 1910 erbaute Columbia Amusement Company Building, das die Kinos „Mayfair Theatre“, „DeMille Theatre“ und „Embassy 2-3-4 Theatre“ beherbergte. Dort waren auch die 2004 geschlossenen Unique Recording Studios untergebracht.
20 Times Square wurde 2013 vom Architekturbüro Platt Byard Dovell White Architects (PBDW Architects LLP) entworfen und von 2015 bis 2019 erbaut. Hierbei wurde die Stahlkonstruktion des zuvor entkernten Vorgängerbaus mit in den Neubau integriert. Die Eröffnung fand am 1. Februar 2019 statt. Der Wolkenkratzer ist 157,3 m (516 Fuß) hoch und hat 42 Etagen. Er besitzt einen sechsstöckigen Sockel mit einem 7100 m² großen Einzelhandelskomplex. Darüber erhebt sich der Turm mit dem von Marriott betriebenen Luxus-Hotel „The Times Square EDITION“, das auf 27 Stockwerken 452 Gästezimmer bietet. Die restlichen Etagen beherbergen Unterhaltungseinrichtungen und technische Räume. Der Sockel ist mit einem der weltweit größten, ununterbrochenen LED-Medienwände für den Außenbereich verkleidet. Die zum Times Square ausgerichtete acht Etagen hohe Videowand hat eine Fläche von 1670 m² mit über 16 Millionen LED-Dioden (Pixel). Auf dem Sockel und den darüber liegenden Galerien sind für die Hotelgäste begrünte Terrassen angelegt.
An Stelle des mittlerweile realisierten 20 Times Square plante die Port Authority of New York and New Jersey (PANYNJ) zusammen mit der Immobiliengesellschaft Vornado Realty Trust ab 2007 die Errichtung eines Büroturms mit 120.000 m² Gewerbefläche, dieses Projekt wurde 2011 fallengelassen.